# Santiago Agrelo
Santiago Agrelo Martínez OFM (ur. 20 czerwca 1942 w Asados) – hiszpański duchowny katolicki, arcybiskup Tangeru w latach 2007–2019.

## Życiorys
Święcenia kapłańskie otrzymał 13 sierpnia 1966 w zakonie franciszkańskim. Przez wiele lat pracował jako wykładowca na rzymskim Antonianum oraz w instytucie teologicznym w Santiago de Compostela. Był także m.in. sekretarzem, definitorem i wikariuszem prowincji, wizytatorem generalnym franciszkańskich prowincji w Portugalii oraz proboszczem zakonnych parafii.
11 kwietnia 2007 papież Benedykt XVI mianował go ordynariuszem archidiecezji Tanger. Sakry biskupiej udzielił mu 17 czerwca 2007 ówczesny arcybiskup Sewilli - kard. Carlos Amigo Vallejo.
24 maja 2019 papież przyjął jego rezygnację z pełnionego urzędu, złożoną ze względu na wiek.